# Somerset-Oost
Somerset-Oost (Afrikaans: Somerset-Oos; Engels: Somerset East) is een plaats in de Zuid-Afrikaanse provincie Oost-Kaap.
Somerset-Oost telt ongeveer 14.000 inwoners.

## Subplaatsen
Het nationaal instituut voor de statistiek, Stats SA, deelt sinds de census 2011 deze hoofdplaats in in 5 zogenaamde subplaatsen (sub place), waarvan de grootste zijn:
Aeroville • Somerset East SP.